# Eishockey Verein Bozen 84
L'Eishockey Verein Bozen 84, meglio noto semplicemente come EV Bozen (pronuncia tedesca: [eː faʊ ˈboːʦn̩]), è stata una squadra di hockey su ghiaccio con sede a Bolzano. Nel periodo 2013-2015 ha assunto la denominazione Old Weasels Bozen.

## Storia

### Fondazione
La squadra fu fondata nel 1984, dalla fusione di quattro società preesistenti: SV Gries, HC Rentsch (Rencio), HC Jugendclub e HC Mickey Mouse. Inizialmente lo scopo è soltanto quello di offrire una solida società giovanile alternativa all'HC Bolzano.
La società fu strutturata per opera del presidente Ander Amonn, già presidente dell'HC Bolzano, che portò - come primo allenatore - Jaroslav Pavlů.

### Nascita della prima squadra
Solo più tardi all'attività giovanile si affiancò una squadra seniores, che riuscì a raggiungere, come miglior risultato, la seconda serie. In quegli anni (1994-95 e 1995-96) vestì la maglia, come allenatore-giocatore anche Mikhail Vassilev, già nazionale sovietico e medaglia d'oro alle Olimpiadi di Sarajevo 1984

### Le difficoltà economiche e lo scioglimento della prima squadra
Dopo alcune stagioni, però, a causa dei costi la società rinunciò all'hockey seniores. Per garantire uno sbocco nell'hockey professionistico, la società decise di stringere un accordo con l'HC Bolzano: dai due settori giovanili nacque la Young Selection Bolzano, iscritta alla serie B (2000-01). Dei giovani talenti tesserati per l'EV Bozen fecero tanto bene da raggiungere la nazionale: Stefan Zisser, Christian Walcher, Alexander Egger.

### Nascita (e scioglimento) dell'Hockey Club Future Bolzano
Dopo la fine di questo sodalizio, i migliori giovani trovarono spazio soprattutto nell'HC Settequerce, farm team dell'HC Bolzano, fino a che, nel 2006-07, si tentò con la nascita di un nuovo progetto che vide coinvolte le compagini dell'EV Bozen, dell'HC Settequerce (che aveva rinunciato alla serie A2) e le giovanili dell'HC Bolzano: nacque l'HC Future Bolzano, una società indipendente dalle altre che si iscrisse alla A2, ma che schierava i migliori giovani delle tre società. Dopo una sola stagione (chiusa all'ultimo posto), la società rinunciò alla A2 per motivi economici.

### Il rilancio dell'EV Bozen
A quel punto la dirigenza dell'EV Bozen decise di concentrarsi su quella che - di fatto - dal 2006 era la propria prima squadra, iscritta alla serie C Under 26 che nel campionato 2008/09 conquistò il titolo di Vicecampione d'Italia. Lo scudetto di categoria arriva finalmente nella stagione 2009/10 battendo i campioni in carica dell'HC Toblach Dobbiaco dopo una stagione giocata sempre al vertice.
Nella stagione 2010/11 l'EV Bozen 84 si è iscritto al campionato di serie A2, dove era stato previsto potesse diventare il farm-team del Vipiteno, prima che venisse respinta dalla Federazione la richiesta da parte di quest'ultima di partecipare al campionato di A1 (a seguito della rinuncia da parte dell'Appiano, vincitore della serie A2 dell'anno precedente). Connotato particolare del progetto di cooperazione delle due squadre è che la squadra di A2 poteva essere composta principalmente da giovani atleti italiani (età media circa 23 anni) con due soli giocatori stranieri (Dalibor Kucera, portiere slovacco di anni 20 e Lukas Korycansky, difensore ceco di anni 22). Nella stagione 2011/12 l'EV Bozen 84 divenne invece farm-team dei campioni d'Italia in carica dell'HC Asiago, e tra le file bolzanine giocò anche Ralph Intranuovo, attaccante che regalò lo scudetto all'Asiago la stagione precedente con il gol della sudden death nella decisiva gara-6 di finale playoff.
Dopo 3 stagioni di A2 tuttavia non vennero colti grandi risultati, e l'EV si piazzò ultimo in classifica in tutte e tre le stagioni.

### Squadra femminile
Nel 2008 fu fondata anche la squadra femminile, con giocatrici provenienti dall'HC Eagles Bolzano, che partecipa al massimo campionato femminile come EV Bozen 84 Eagles. L'EV Bozen 84 Eagles ha vinto ad oggi quattro campionati nazionali ed una coppa Italia.

### Nuova denominazione e nuovo campionato
Dalla stagione 2013/14 la squadra cambia nome in Old Weasels Bozen e gioca in serie B (terzo livello del campionato italiano): mentre difatti quasi tutte le squadre iscritte in serie A2 la stagione precedente (meno il Vipiteno promosso in serie A, anche se perse la finale playoff) si iscrissero nella neonata Inter-National-League, l'Old Weasels, assieme al Pergine, optò per rimanere a disputare il secondo livello del campionato italiano, che in un primo tempo doveva essere la serie B, serie che andava a sostituire la vecchia A2. Tuttavia, solo pochi giorni prima dell'inizio dei tornei la Federazione organizzò un campionato (ridotto a poche partite) per le squadre emigrate in INL, cosicché la serie B divenne per l'appunto terza serie del torneo. L'anno seguente, a seguito di un'ulteriore riforma, la serie B tornò ad essere il secondo livello del campionato.

### Il progetto Hockey Academy Bolzano
A partire dalla stagione 2013-2014 l'EV Bozen ha sposato, assieme al Liceo scientifico-sportivo Toniolo, il progetto della Hockey Academy Bolzano: nella prima stagione tutte le attività giovanili sono state caratterizzate dalla presenza del marchio Hockey Academy, e dalla stagione successiva sono confluite nella neonata società.

### L'abbandono dei tornei
Nell'estate 2015, quando alla serie B approdano numerose squadre, invitate l'anno precedente a giocare nel campionato maggiore, che tuttavia solo dopo un anno decidono di autoretrocedersi per disputare nuovamente la meno dispendiosa serie B, il team bolzanino comunica che, a seguito della mancanza di un main sponsor ma anche a seguito della numerosissima presenza di squadre del comprensorio che si era venuta a creare nel campionato, mancavano i presupposti per continuare la partecipazione alla serie B 2015/16.
Visto che le attività giovanili sono gradualmente passate all'Hockey Academy Bolzano, dal 2018 la società è rimasta con la sola squadra femminile.

## Cronistoria
- 1984 - Fondazione

?

?
- 2005-06 - in serie C Under 26
- 2006-07 - 5ª nel girone A di serie C Under 26, 10ª dopo Spareggio 9º-10º posto
- 2007-08 - 4ª nel girone A di serie C Under 26
- 2008-09 - 2ª in serie C Under 26, perde la finale
- 2009-10 - 1ª in serie C Under 26, vince il campionato
- 2010-11 - 9ª in Serie A2
- 2011-12 - 8ª in Serie A2
- 2012-13 - 8ª in Serie A2
- 2013-14 - 6ª in Serie B
- 2014-15 - 5ª in Serie B (2ª in regular season)